# Zivilisation
Als Zivilisation (von lateinisch civis: ‚römischer Bürger‘, ‚Städter‘; seit dem Hochmittelalter ‚Bürger‘) wird eine komplexe menschliche Gesellschaft bezeichnet, bei der die sozialen und materiellen Lebensbedingungen durch wissenschaftlichen und technischen Fortschritt ermöglicht und von Politik und Wirtschaft geschaffen werden. Ein lediglich von der Geschichtswissenschaft für vergangene Zivilisationen verwendetes Synonym ist Hochkultur. Historisch diente der Begriff „Zivilisation“ in der Regel nämlich schlicht als Eigenbezeichnung größerer und „fortschrittlicherer“ Kulturen zwecks Abgrenzung jener Kulturen von kleineren, vermeintlich „primitiveren“ Kulturen wie Jäger-und-Sammler-Gesellschaften.
Allgemeingültige Kennzeichen für Zivilisationen sind die Bildung von Staaten inkl. Regierungen, soziale Schichtung, Spezialisierung/Funktionale Differenzierung und Arbeitsteilung, Urbanisierung und symbolische Kommunikationssysteme (z. B. eine Schrift). Weiter zeichnen Zivilisationen oft Expansionismus, Steuern, monumentale Architektur und eine gesamtgesellschaftliche Abhängigkeit von der Landwirtschaft aus. Fast alle Zivilisationen besitzen außerdem eine Ideologie, die Fortschrittsglaube beinhaltet sowie die Überzeugung, dass bestimmte soziale Gruppen anderen überlegen sind. Im Allgemeinen lässt sich feststellen, dass Zivilisation Macht auf wenige Menschen zentralisiert und damit deren Kontrolle über andere Menschen sowie über die Natur ausweitet.
Die ersten Zivilisationen entstanden mit dem Ende der Neolithischen Revolution. Seit einigen Jahrzehnten verbreitet sich die Ansicht, dass alle derzeit lebenden Menschen zusammen mittlerweile nur noch eine Gesellschaft und damit auch nur noch eine Zivilisation bilden. Daher wird heute in der Regel synonym zu Menschheit nur noch von der Zivilisation gesprochen (bzw. „unserer Zivilisation“). Das Ende einer Zivilisation oder der menschlichen Zivilisation insgesamt wird als Zivilisationskollaps bezeichnet.

## Begriff
Der Begriff Zivilisation ist von dem im Deutschen seit dem 17. Jahrhundert belegten Adjektiv zivil (‚bürgerlich‘) abgeleitet. Im 18. Jahrhundert benutzte man im Französischen die Idee der Zivilisation als Gegensatz zum Begriff „Barbarei“. So konnten nichteuropäische Gesellschaften als unzivilisiert charakterisiert werden. In den romanischen und angelsächsischen Sprachen ist civilisation bzw. civilization synonym zu culture bzw. cultura, nur das Deutsche unterscheidet „Kultur“ und „Zivilisation“.
Die Geschichtswissenschaft versteht unter Kulturen großräumige und langlebige Gebilde, die eine große Prägekraft entwickeln, obwohl sie häufig eine Vielzahl von Erscheinungsformen und Entwicklungsstufen aufweisen.
Die heutige Definition von Zivilisation in der internationalen Politik versteht diese bildlich vorgestellt als „Kulturdach“ für mehrere ähnlich gelagerte Kulturen, die geographisch nicht aneinander gebunden sein müssen. Staaten einer Zivilisation teilen eine Weltanschauung. Kultur wird in diesem Zusammenhang definiert als lokal begrenzte, Sinn stiftende Produktion von gemeinsamen Werten und Normen. Im Anschluss an den Sozialwissenschaftler Norbert Elias und dessen Theorie Über den Prozeß der Zivilisation wird der Begriff auch im Sinne von „Zivilisierung“ verwendet.

## Geschichte
Der Begriff civilisation, der sich im ausgehenden 18. Jahrhundert ursprünglich auf die französische Gesellschaft des Ancien Régime bezog und die positiven Erwartungen im Zeitalter der Aufklärung an den Fortschritt der Gesellschaft zum Ausdruck brachte, erfuhr im Zuge des Kolonialismus im 19. Jahrhundert eine Neubewertung. Es etablierte sich die Vorstellung von unzivilisierten außereuropäischen Gesellschaften, denen die eigene zivilisierte Gesellschaft gegenübergestellt wurde.
Etymologisch stammt das Wort Zivilisation vom französischen civilisation. Es kann weiter verfolgt werden über das lateinische civilis und seine Wurzel im Begriff civis. Dieser bezeichnet die Bürger (anfangs spezifisch Stadtbewohner) Roms. Dort tritt eine Verwandtschaft mit dem lateinischen Begriff civitas auf, welcher Städte und Stadtstaaten bezeichnet. Eine Rückführung des Begriffs auf eines der entscheidenden Merkmale von Zivilisationen, den Bau von Städten, ist somit belegbar.

## Wortgebrauch

### Umgangssprache
Zivilisation, einem Volk oder einer bestimmten Menschheit zugesprochen, umreißt:
- Lebensbedingungen, die gekennzeichnet sind durch:
  - arbeitsteilige Wirtschaft
  - Städtebau
  - ein gewisses technisch-mechanisches Entwicklungsniveau
  - eine hierarchisch geordnete Verwaltungs- und Machtstruktur
  - gewisse hochkulturelle Genauigkeit
  - institutionalisierte Rechtsprechung
  - einen gewissen materiellen Wohlstand
- Mitunter versteht man unter dem Begriff eine wertende Definition:
  - positiv im Sinne von Gesittung und Lebensverfeinerung im Gegensatz zur „Barbarei“, Brutalität und Gesetzlosigkeit oder im Sinne eines, als überlegenen empfundenen, Zustandes einer Gesellschaft.
  - negativ abgesetzt von Kultur, historisch Anfang des 20. Jahrhunderts, um „deutsche Kultur“ gegen „welsche (französische) Zivilisation“ auszuspielen, in jüngerer Zeit dann, wenn eine Gesellschaft nur noch auf Funktionalismus, Nützlichkeitsdenken, Komfort und übertriebene Technisierung ausgerichtet ist.

Der Beginn der Zivilisation wird oft in den frühen Hochkulturen gesehen. Die Landwirtschaft erfordert Sesshaftigkeit, somit waren nun mehr Menschen als jemals zuvor an einem Ort über längere Zeit gebunden. Hieraus ergab sich einerseits eine Abneigung gegen das Nomadentum, andererseits kam es zu neuen Regelungen für das Zusammenleben in den neu entstandenen Städten: Religion, Herrschaft, Kultur etc., welche die Wiege der Zivilisation bilden.
Die Allgemeine Erklärung der Menschenrechte, auf die sich die UNO 1948 als verbindlich für alle Menschen und Staaten geeinigt hat, wird umgangssprachlich als Zeichen der Zivilisation bezeichnet.

### Kolonialismus

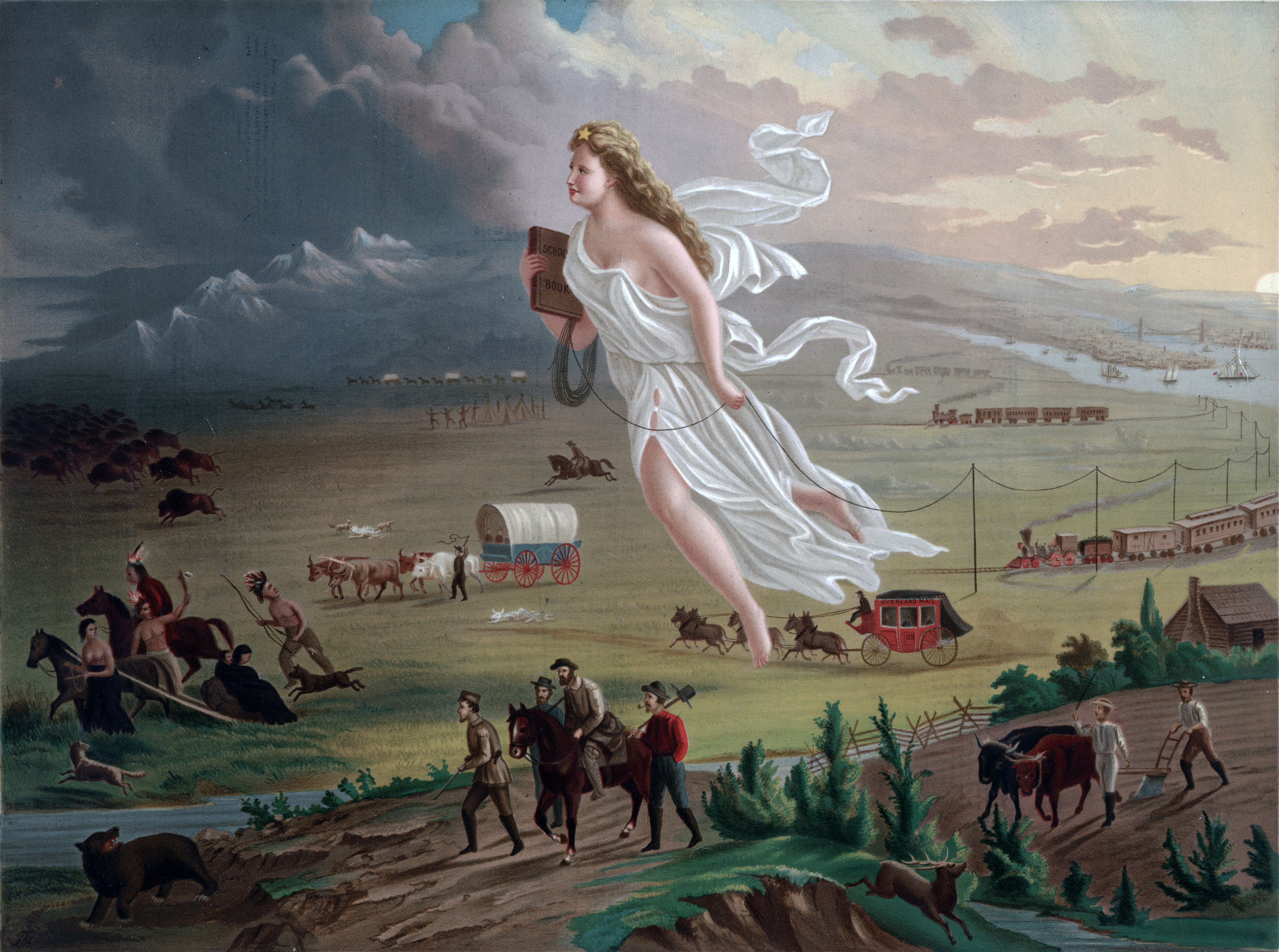
American Progress („amerikanischer Fortschritt“), Gemälde von John Gast, 1872: Allegorische Darstellung des Manifest Destiny

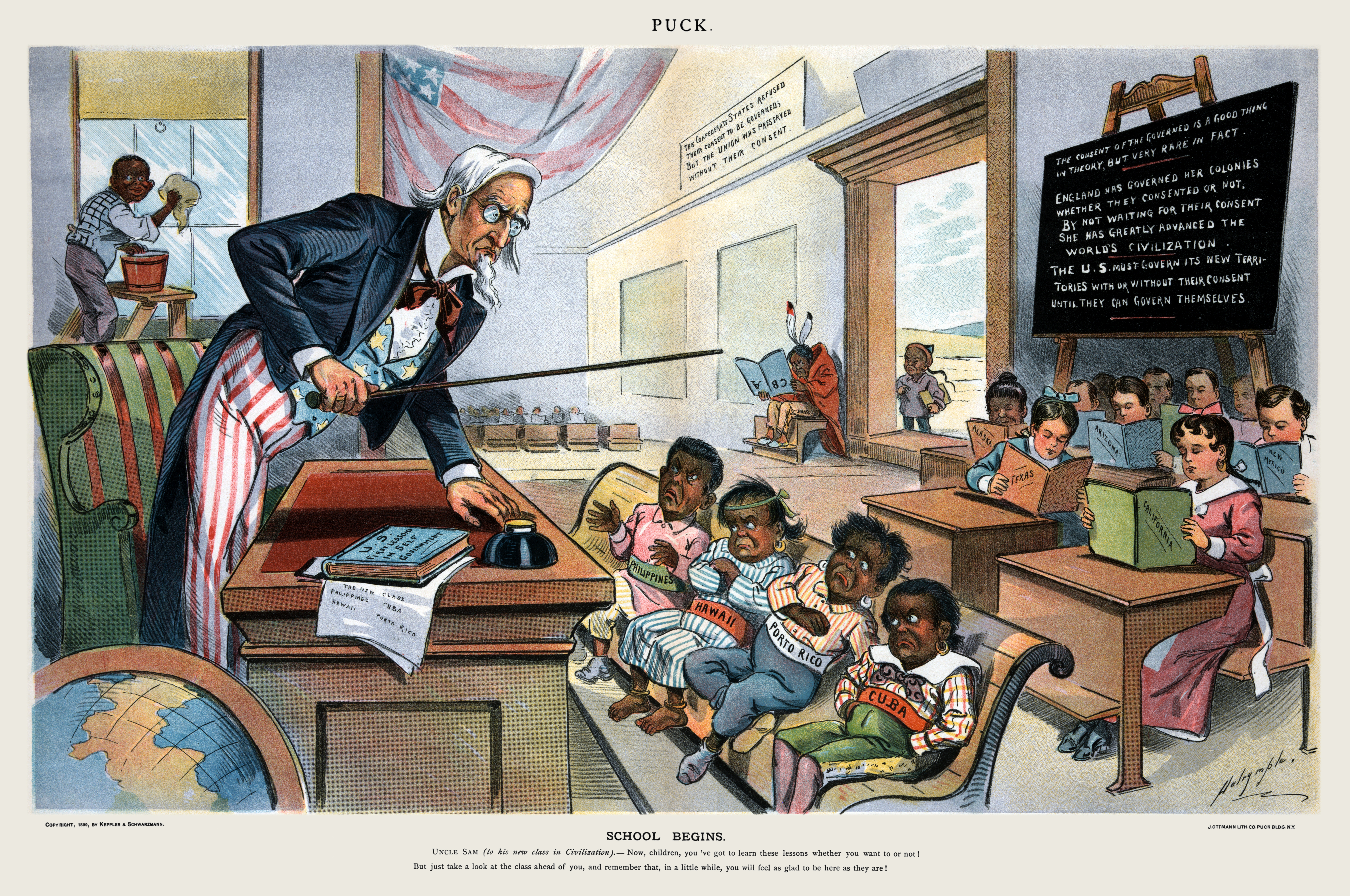
School begins („Schulanfang“). Karikatur aus der amerikanischen Satirezeitschrift Puck, 1899. Dargestellt ist Uncle Sam, der als Lehrer vier neue Schüler, nämlich die im Spanisch-Amerikanischen Krieg erworbenen Territorien Philippinen, Puerto Rico, Kuba und Hawaii, in seinen Unterricht aufnimmt.

Im Legitimierungsdiskurs zum Kolonialismus der europäischen Großmächte spielte die Aufgabe, die unterworfenen Völker zu „zivilisieren“, eine zentrale Rolle. Dies zeigte sich bereits im Missionierungsauftrag, mit dem die Spanier nach der Entdeckung Amerikas 1492 ihre Eroberungen in der Neuen Welt rechtfertigten. Später trat der christliche Bezug in den Hintergrund. In jedem Fall wurde die indigene Bevölkerung rassistisch als unterlegen angesehen, ob nun im Bild des „Edlen Wilden“, der zwar naiv und unzureichend bekleidet sei, aber zentrale Werte bereits von Natur aus in sich trage und dazu der Erziehung und Bildung durch die Europäer bedürfe, oder im Schreckbild des „Kannibalen“, der mit allen Mitteln, auch mit Gewalt, von seinem grässlichen Tun abzubringen sei. Dies wurde nicht nur als Recht der europäischen Mächte angesehen, sondern regelrecht als deren Verpflichtung. Ein klassisches Beispiel hierfür ist Rudyard Kiplings Gedicht The White Man’s Burden aus dem Jahr 1899, in dem der Kolonialismus nicht als profitables Unternehmen, sondern als eine „Last“ der Weißen dargestellt wurde, die zu tragen und der seine besten Söhne zu opfern moralisch geboten sei. Der Chefideologe des britischen Kolonialismus Lord Lugard räumte ein, dass Kolonialbesitz auch Vorteile für die Kolonialmächte bot, und sprach von einem „doppelten Mandat“: Zum einen gehe es darum, den Wohlstand der Metropole zu sichern, zum anderen aber auch, in den Kolonien die Segnungen des materiellen und zivilisatorischen Fortschritts zu verbreiten. Der angebliche Zivilisierungsprozess wurde dabei aber nie als abgeschlossen imaginiert, denn dies hätte ja das Ende der Kolonialherrschaft impliziert.
Die Zivilisierung, mit der die Kolonialmächte ihre außereuropäische Herrschaft rechtfertigten, wurde auch als Argument eingesetzt, sie anderen Ländern propagandistisch abzusprechen: So veröffentlichte Großbritannien während des  Ersten Weltkriegs ein Blue Book, um nachzuweisen, dass das Deutsche Reich seinen Kolonien keinen Fortschritt, sondern Krieg, Zwangsarbeit und Völkermord gebracht habe. Dies bildete dann die Begründung, mit der ihm im Vertrag von Versailles 1920 alle Kolonien abgenommen wurden.

### Entgegensetzung von Kultur und Zivilisation
In Deutschland entstand im Anschluss an Immanuel Kant eine Tradition, die Kultur und Zivilisation begrifflich und normativ unterschied: Diese wurde als rein technisch oder politisch verstanden, als „allerlei gesellschaftlicher Artigkeit und Anständigkeit“, während jene eine tiefer gehende Moral umfasse. Kultur ist für Kant das Mittel, mit dem der Mensch erst eigentlich zum Menschen werde, gleichzeitig auch dessen Zweck und der Prozess der so verstandenen Menschwerdung.
Auch Richard Wagner benutzte das Wort pejorativ: Er polemisierte gegen die Zivilisation, die die Wissenschaft als Abgott eingesetzt habe, die Demokratie und Mammonismus verbreite. Die Verantwortung für diese von ihm negativ bewerteten Erscheinungen wies er als Sündenbock dem Judentum zu. In diesem Sinne definierte er Zivilisation als „barbarisch-judaisches Gemisch“.

Destroy this mad brute („Zerstört dieses wahnsinnige Scheusal“). Amerikanisches Plakat aus dem Jahr 1917.

Die Scheidung zwischen Kultur und Zivilisation wurde im Ersten Weltkrieg nationalistisch aufgeladen. Thomas Mann identifizierte in seinen Betrachtungen eines Unpolitischen Kultur mit den Deutschen und wies den Kriegsgegner des Westens die weniger wertvolle Zivilisation zu: „Deutschtum, das ist Kultur, Seele, Freiheit, Kunst und nicht Zivilisation, Gesellschaft, Stimmrecht, Literatur“. Mann etablierte hier das Schmähwort des „Zivilisationsliteraten“ (gemeint war sein Bruder Heinrich), der aus scheinbarer Menschenliebe für Demokratie eintrete, mit einer solchen Politisierung aller Lebensbereiche die wesentlichen Menschheitsfragen verfehle, die nicht politisch, sondern nur seelisch-moralisch beantwortet werden könnten. Bereits zu Beginn des Krieges hatten „Vertreter deutscher Wissenschaft und Kultur“ im Manifest der 93 vom 4. Oktober 1914 öffentlich die Vorwürfe bestritten, die deutschen Truppen hätten Kriegsverbrechen begangen, und sie gegen die russischen Truppen gerichtet: 

„Sich als Verteidiger europäischer Zivilisation zu gebärden, haben die am wenigsten das Recht, die sich mit Russen und Serben verbünden und der Welt das schmachvolle Schauspiel bieten, Mongolen und Neger auf die weiße Rasse zu hetzen.“

 Die Kriegspropaganda der Westmächte griff diesen dünkelhaften Vorwurf auf und karikierte den deutschen Kulturanspruch, etwa in Harry R. Hopps’ Werbung, sich freiwillig zur US Army zu melden, aus dem Jahr 1917, in welcher das Deutsche Reich als vergewaltigendes Untier mit Pickelhaube dargestellt wurde, dessen blutige Keule wie zum Hohn die deutschsprachige Aufschrift „Kultur“ trägt.
In seiner ebenfalls 1918 erschienenen Schrift Der Untergang des Abendlandes ordnete Oswald Spengler Kultur und Zivilisation zeitlich nacheinander an: Letztere deutete er als dekadentes Spätstadium der ersteren, ja als deren Tod.

### Soziologie
Norbert Elias hat zuerst 1939 in Über den Prozess der Zivilisation den Begriff „Zivilisation“ im Sinne von „Zivilisierung“ verwendet. In diesem Hauptwerk beschreibt er „Zivilisierung“ als einen langfristigen Wandel der Persönlichkeitsstrukturen, den er auf einen Wandel der Sozialstrukturen zurückführt. Faktoren des sozialen Wandels sind der kontinuierliche technische Fortschritt und die Differenzierung der Gesellschaften einerseits sowie der ständige Konkurrenz- und Ausscheidungskampf zwischen Menschen und Menschengruppen andererseits. Diese führen zu einer Zentralisierung der Gesellschaften (Einrichtung staatlicher Gewalt- und Steuermonopole) sowie zur Geldwirtschaft. Das Bindeglied zwischen diesen sozialstrukturellen Veränderungen und den Veränderungen der Persönlichkeitsstruktur ist die Tatsache, dass die gegenseitigen Abhängigkeiten wachsen, die „Interaktionsketten“, in die Menschen eingebunden sind. Dies erzwingt eine zunehmende Affektkontrolle (auch als Bedingung sozialer Evolution), d. h. zwischen spontanen emotionalen Impuls und tatsächliche Handlung tritt immer mehr ein Zurückhalten dieses Impulses und ein Überdenken der (Rück-)Wirkungen des eigenen Handelns. Diese Haltung wird durch Verstärkung des „Über-Ich“ verinnerlicht und verfestigt, d. h. der Zentralisierung innerhalb der Gesellschaft folgt mit gewisser Verzögerung eine „Zentralisierung“ innerhalb der Persönlichkeit. Dies bewirkt ein Sinken der Gewaltbereitschaft, ein Vorrücken der Scham- und Peinlichkeitsschwellen sowie eine Psychologisierung (Steigerung der Fähigkeit, die Vorgänge innerhalb anderer Menschen zu verstehen) und Rationalisierung (Steigerung der „Langsicht“, d. h. der Fähigkeit, die Folgen der eigenen Handlungen über immer mehr Glieder der Kausalketten „vorauszuberechnen“).
Elias zeigt dies mit umfangreichem empirischem Material besonders am Beispiel der französischen Geschichte, in der diese langfristigen Trends besonders frühzeitig zu beobachten waren. Seit dem Mittelalter kam es zur „Verhofung“ bzw. „Verhöflichung“ des alten Burg- und Landadels an den Höfen der ihre Macht konzentrierenden Monarchen. Dies folgte im Wesentlichen der Entstehung der stehenden Söldnerheere und ihrer Finanzierung durch ein sich modernisierendes monetäres zentrales Steuerwesen (anstelle von Naturalabgaben). Die neue Heeresverfassung machte die unzuverlässigen feudalen Heere des Adels überflüssig, da sie dank der Steuern auch bezahlt werden konnten, die wiederum der Adel nicht erheben konnte, der relativ zur Zentralmonarchie verarmte. Der König (am gewandtesten Ludwig XIV.) eröffnete dann den Adeligen am Hofe neue Karrierechancen, wo sie statt auf Faustrecht auf Courtoisie und höfisches Intrigieren umgeschult wurden, also auf psychologischen Scharfblick, und aus Raufbolden mit Schwertern Hofleute mit Galanteriedegen wurden. Das Ganze war ein von niemandem geplanter strukturierter Prozess sozialen Wandels (eine Figuration), indem sich raubritterliche Brutalität zusehends als unpraktisch erwies (Duellverbote) und die Manieren sich verfeinerten. Diese Sitten wurden dann zumal auch vom Bürgertum kopiert (vgl. Gabriel Tarde) und veränderten die Gesellschaft insgesamt, zivilisierten sie.

### Ethnologie / Anthropologie / Kulturpsychologie
Claude Lévi-Strauss schlug vor, Kulturen nach ihrer weltanschaulichen Einstellung zum Kulturwandel zu unterscheiden. Er hatte festgestellt, dass „primitive“ naturangepasste Ethnien komplexe soziale Verhaltenssysteme haben, um jeglichen Wandel der bewährten Lebensweisen so weit wie möglich zu vermeiden. Er bezeichnete sie als „kalte Gesellschaften“. „Heiße Gesellschaften“ nannte er demgegenüber die modernen Zivilisationen, bei denen eine fortschreitende Entwicklung in allen Lebensbereichen kennzeichnend ist. Je größer der Antrieb zu tiefgreifender und schneller Modernisierung der Zivilisation ist, desto „heißer“ ist sie. Das Modell wurde von anderen Wissenschaftlern ausgebaut und verfeinert.
In anderen Kulturen kann der Begriff „Zivilisation“ bisweilen eine ganz andere Bedeutung haben, wie das folgende Zitat zeigt:

„Der Mann, der in seinem Zelt auf dem Boden saß und über den Sinn des Lebens meditierte, sich seiner Verwandtschaft mit allen Lebewesen bewusst wurde und seine Einheit mit dem Universum erkannte, dieser Mann nahm in sich das Wesentliche auf, was Zivilisation eigentlich bedeutet.“

### Astronomie
Innerhalb der Astrobiologie und Exosoziologie wird spekuliert, ob es auch auf anderen Welten (Exoplaneten) Lebewesen mit wissenschaftlich-technischer Organisation gibt. Diese werden als extraterrestrische Zivilisationen bezeichnet. Über die Wahrscheinlichkeit ihrer Existenz und möglichen Häufigkeit wird mit Hilfe der Drake-Gleichung diskutiert. Die Kardaschow-Skala kategorisiert mögliche Entwicklungsstufen nach dem Energieverbrauch.